# Giuseppe Maria Mitelli
Giuseppe Maria Mitelli (Bologna, 1634 – 4 febbraio 1718) è stato un incisore italiano.

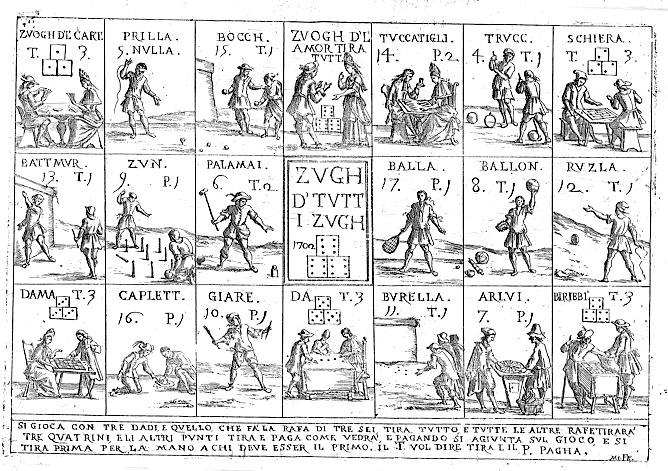
Zugh d' tutt i zugh, acquaforte del 1702.

Figlio del celebre pittore Agostino Mitelli (Bologna 1609 - Madrid 1660) fu a sua volta pittore, ma soprattutto fu uno dei più prolifici incisori del Seicento. Riprodusse a olio capolavori dei Carracci, del Guercino e di altri insigni pittori bolognesi. Realizzò all'acquaforte una straordinaria quantità di soggetti di ogni genere: scene di vita quotidiana, allegorie sacre e profane, satire politiche, proverbi, giochi di società. Preziose dal punto di vista etnografico le sue scene popolaresche; tra esse ricordiamo le trentatré incisioni sui giochi popolari.
Le sue incisioni erano spesso accompagnate da brevi commenti o da poesie in italiano sei-settecentesco e qualche volta in dialetto bolognese. Alcune, tra cui quelle dei mesi, furono usate nel fortunato programma RAI Almanacco del giorno dopo.

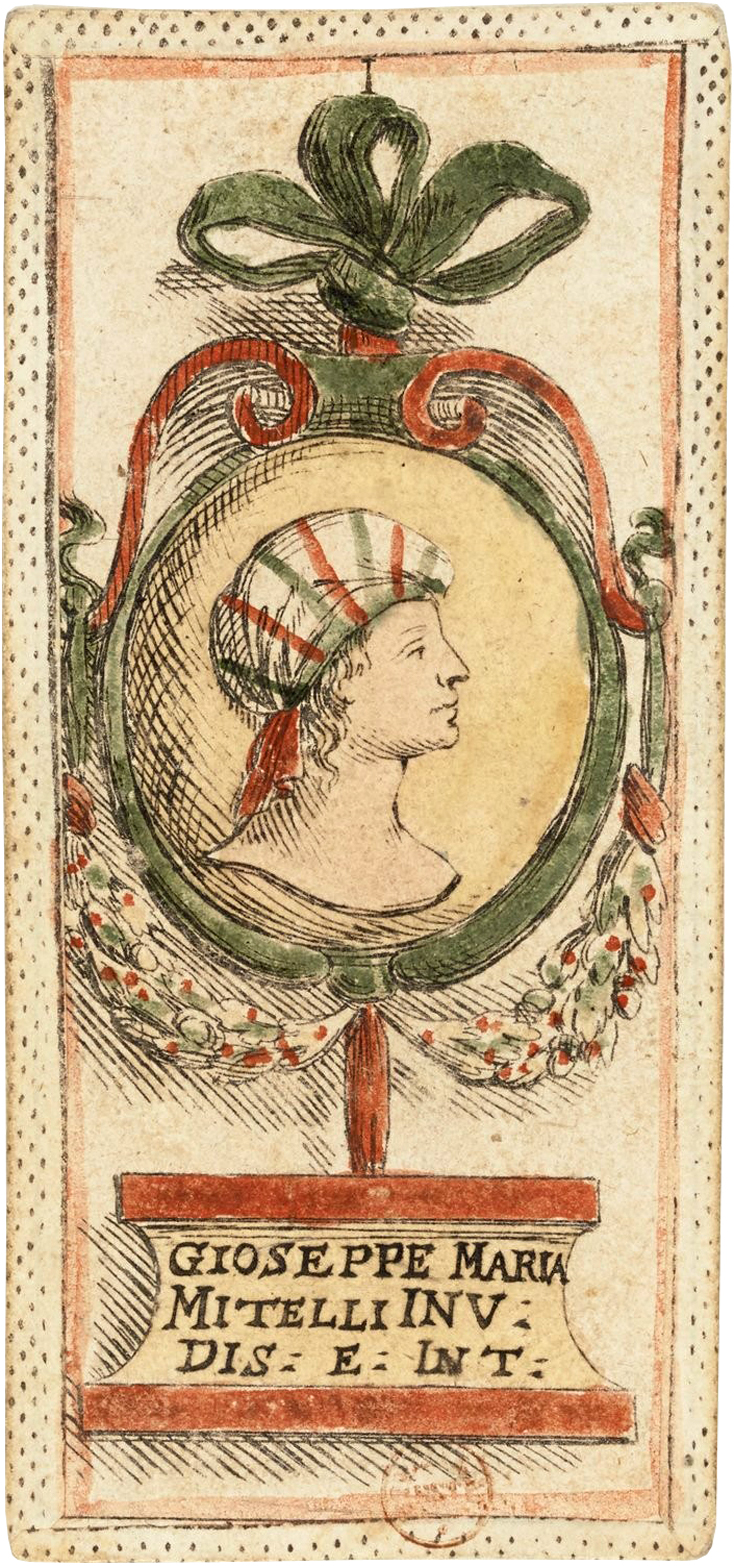
Autoritratto di G. M. Mitelli, inciso sull'Asso di Denari del suo Tarocchino bolognese.

## Il Tarocchino del Mitelli
Intorno al 1660 realizzò per un membro di una potente famiglia bolognese, il conte Prospero Bentivoglio, il ''Giuoco di Carte con una Nuova forma di Tarocchini" (una variante dei classici Tarocchi): 62 carte di gusto tipicamente barocco che ancor oggi sono considerate uno degli esempi più alti della produzione artistica di Mitelli. Lo storico Giordano Berti ha definito il Tarocchino di Mitelli ''gioiello di creatività, volo di fantasia, esercizio stilistico perfetto'' e ha ripercorso la fortuna di queste carte nel corso dei secoli, tra ristampe e copie in controparte.
Va notato che l'artista pose il proprio autoritratto sull'Asso di Denari e, per affermare l'originalità del suo capolavoro, aggiunse INV. DIS. e INT: "inventò, disegnò e intagliò".